# Yegor Pashkov (gobernador)
Yegor Ivánovich Pashkov (en ruso: Его́р Ива́нович Пашко́в, 1684-6 de abril de 1736) fue un noble ruso de la familia Pashkov, ordenanza de Pedro I y Gobernador de Astracán (1735-1736).

## Biografía
Yegor Pashkov nació en la familia del stólnik Iván Yeremévich Pashkov el Grande, cuyo abuelo Afanasi había sido voivoda de Nérchinsk, bien conocido por la Vida del protopope Avvakum, escrita por el propio monje. Sirvió como ordenanza de Pedro I, gracias a su proximidad con Nikita Zótov. Aproximadamente en 1709 se le nombró capitán de la Guardia Leib.
En 1717 tomó parte en la investigación de un asunto de desfalco del tesoro público contra el príncipe Gagarin, gobernador de Siberia por la acusación del fiscal Alekséi Nésterov. El 18 de enero de 1722 Pashkov fue nombrado fiscal del Colegio de Guerra. Desde este puesto dirigió la investigación de soborno contra Alekséi Nésterov. En 1723 fue elegido miembro del Tribunal Superior.
Yegor Pashkov entró en el círculo de los Bestúzhev de partidarios del ascenso al trono de Pedro II, y tras su coronación, en 1727 fue nombrado miembro del Colegio de Guerra, con el grado de brigadier.
De 1728 al 1 de diciembre de 1734 fue vicegobernador de Vorónezh y, al año siguiente, 1735, sería nombrado gobernador de Astracán, cargo del que no tomó posesión pues murió en la primavera de 1736
Pashkov consiguió reunir un patrimonio considerable, en el que se incluían las haciendas de algunos dilapidadores de fondos públicos cuyos casos él había investigado. Si hijo Piotr Pashkov fue conocido principalmente por haber mandado construir la Casa Pashkov de Moscú.